# ألتو بارانا
ألتو بارانا هي إدارة في باراغواي،عاصمتها سيوداد ديل استي، 

## جغرافيا
تقع الإدارة في شرق باراغواي وتتاخم الحدود مع الأرجنتين والبرازيل تبلغ مساحتها 14٬895٫0 كيلومتر مربع.

### الموقع
تشترك في الحدود مع:
- إيتابوا
- إدارة كانينديو
- كاغوازو
- كازابا

## ديموغرافيا
بلغ عدد سكانها 785٬747 نسمة، (تعداد 2012)